# Bernd Klaus Jerofke
Bernd Klaus Jerofke (* 20. Jahrhundert) ist ein deutscher Autor, Verleger und Theaterpädagoge. Bekannt ist er vor allem durch seine Theaterstücke, die häufig auch im Schul- und Amateurtheater zur Aufführung kommen, sowie durch Romane und Sachbücher.

## Leben
Jerofke trat zunächst als Kabarettist und Schauspieler im Raum Nürnberg in Erscheinung. Zunehmend verlagerte er seinen Tätigkeitsschwerpunkt auf die Arbeit als Theaterpädagoge und Regisseur. Er inszenierte mit verschiedenen Theatergruppen und leitete das theaterpädagogische Zentrum des Theaters der Altmark in Stendal. Im Landkreis Northeim gründete und leitete er das Theater Die Bühnenstürmer.
Nach ersten Erzählungen, Essays und Kabarett-Texten erschien 1986 sein Debütroman 'Männliche Ortswechsel'. Erzählungen, Kriminalromane und Hörspiele, sowie Betrachtungen zur Zeit und Kultur, Impressionen und Tondichtungen schlossen sich an. Jerofke lebt in Dassel.

## Theaterstücke
Im Deutschen Theaterverlag Weinheim veröffentlichte Jerofke mehrere Bearbeitungen historischer Stoffe und bekannter Romane / Geschichten:
- Dracula (eine Bearbeitung des gleichnamigen Romans von Bram Stoker für Freilichtbühnen)
- Robin Hood (Fassung für Freilichtbühnen)
- Dr. Jekyll & Mister Hyde (nach Robert L. Stevenson)
- Frankenstein (nach Mary Shelley)
- Jedermann (nach Hugo von Hofmannsthal)
- Nelly Trent (nach Charles Dickens)
- Die Regentrude (ebenfalls nach Charles Dickens)

Ein Schwerpunkt seines Schaffens sind Werke zur griechischen Mythologie, schwerpunktmäßig für Schultheater. Dazu erschienen im Deutschen Theaterverlag:
- König Midas oder Der goldene König
- Prometheus oder Das Menschengeschlecht
- Perseus oder Das Haupt der Medusa
- Eros und Psyche

Weitere Stücke sind beim Verlag theaterbörse, sowie im Verlag Literatur + Theater erschienen.

## Romane
Im von Jerofke selbst gegründeten Verlag Literatur + Theater sind u. a. folgende Romane und Schriften erschienen:
- Männliche Ortswechsel. ISBN 978-3-944745-00-8
- Wandelgang. ISBN 978-3-944745-01-5
- Austragshäusl. ISBN 978-3-944745-21-3
- Ritter, Hexen, Wilderer. ISBN 978-3-944745-02-2
- Verschiedene Kriminalromane, u. a. BrandîBrandî. ISBN 978-3-944745-08-4

## Sachbücher
- Ausdruck schulen – Theater spielen (AOL-Verlag, ISBN 3-89111-921-6)
- Es sei Theater (Verlag Literatur + Theater, Band 1 ISBN 978-3-944745-12-1; Band 2 ISBN 978-3-944745-13-8)